# خان السفرجلانية
خان السفرجلانية هو أحد أقدم الخانات المتبقية من العهد العثماني في مدينة دمشق القديمة، والذي يقع في منطقة القيمرية، جانب الجامع الأموي.

## طالع ايضاً
- معنى خان في العمارة الدمشقية مصطلحات معالم دمشق.
- تاريخ الخانات في دمشق.